# Краус, Вернер
Вернер Краус (нем. Werner Krauß, 23 июня 1884[…], Гестунгсхаузен, Кобург — 20 октября 1959[…], Вена) — немецкий актёр, прославившийся ролями в фильмах эпохи немецкого экспрессионизма. Снялся в 134 фильмах.

## Биография
Вернер Йоханнес Краус родился 23 июня 1884 года в Гестунгсхаузене под Кобургом в семье почтового чиновника Пауля Крауса и его жены Каролины Вуст. Рос у деда, священника в Гестунгсхаузене. После его смерти в 1887 году вернулся к родителям в Бреслау. В 1891 году его отца перевели в Лейпциг, а затем уволили и определили в психиатрическую лечебницу. В 1893 году Краус вернулся вместе с матерью в Бреслау. С 1898 году по желанию семьи он учился на подготовительном отделении евангелического учительского института в Бреслау. С 1901 года посещал учительский семинар в Кройцберге. В 1902 году его отчислили из института из-за выступлений статистом на сцене театра в Бреслау; Краус решил стать актёром и выступал в бродячих труппах и провинциальных театрах. В 1913 году он переехал в Берлин и поступил в труппу театра Макса Рейнхардта. В 1915 году был призван в армию и после трёхмесячной службы кадетом в Киле уволен.
В 1916 году Краус начал регулярно играть в кино, так как у Рейнхардта он выступал лишь в небольших ролях. После дебюта в фильме «Сказки Гоффмана» Рихарда Освальда, с которым он часто работал, это были прежде всего детективы, мелодрамы и так называемые «просветительские фильмы». Взлет его карьеры в театре и кино начался после Первой мировой войны. В фильме «Кабинет доктора Калигари» (нем. Das Cabinet des Dr. Caligari, 1919) Краусу в паре с Конрадом Фейдтом в роли сомнамбулы Чезаре удалось подогнать свой исполнительский стиль под экспрессионистские декорации и тем самым сохранить баланс между реальностью и воображением. Жан Ренуар, у которого Вернер Краус сыграл графа Мюффа в фильме «Нана» (1926) по одноимённому роману Эмиля Золя, в своих мемуарах писал, что тот заставил его понять значение актёров. При этом Краус снисходительно относился к его неопытности в качестве постановщика, будучи «уже тем, кем и останется, — лучшим актёром, игравшим на немецком языке»:
Восхищаться Краусом я начал с фильма „Калигари“. Видел я его в других фильмах и в пьесе Ибсена „Дикая утка“. Самое сильное впечатление прежде всего производили на меня его необыкновенная техника, знание гримировки и абсолютное владение телом.
С ноября 1923 по июнь 1924 года Краус был в Нью-Йорке, где он участвовал в постановке пантомимы «Чудо» Макса Рейнхардта по Карлу Фолльмёлеру. По возвращении он работал в Государственном театре (1924—1926, 1931—1933), в Немецком театре (1926—1931) и в Бургтеатре в Вене (1928—1929).
В начале 1930-х годов в Немецком театре Краус исполнил свои самые успешные и популярные роли — Вильгельма Фогта в «Капитане из Кёпеника» и Маттиаса Клаузена в «Перед заходом солнца».
С января 1933 года по истечении контракта в Государственном театре он снова работал в Бургтеатре в Вене. Одной из его первых ролей был Наполеон в спектакле «Сто дней» по пьесе Бенито Муссолини и Джоваккино Форцано. В результате его принял «дуче». Встречи с министром пропаганды Йозефом Геббельсом, который назначил его заместителем президента имперской театральной палаты (1933—1935), и Гитлером подчеркнули роль Крауса в качестве важного деятеля культуры Третьего рейха. В сентябре-октябре 1933 года со спектаклем «Перед заходом солнца» (на английском языке) он выступал с гастролями в Лондоне. С 1934 года Краус, помимо работы в Вене, снова выступал на сцене Государственного театра в Берлине. В 1935 году он отправился на длительные гастроли в Латинскую Америку. Летом 1937 года на фестивале в Зальцбурге в последний раз работал с Максом Рейнхардтом: в его постановке «Фауста» Краус сыграл Мефисто.
В звуковом кино Краус появлялся редко, при этом в основном участвовал в «особо ценных в государственно-политическом отношении» фильмах, таких как «Роберт Кох, победитель смерти» (нем. Robert Koch, der Bekämpfer des Todes, 1939), «Отставка» (нем. Entlassung, 1942), «Парацельс» (нем. Paracelsus, 1943), в советском прокате — «Чудесный исцелитель».
В антисемитском фильме «Еврей Зюсс» (нем. Jud Süß, 1940) Краус исполнил пять разных ролей евреев, чтобы, по словам режиссёра Файта Харлана, показать, «что все эти различные темпераменты и характеры (…) в конечном итоге имеют одни корни» (Der Film, 20.01.1940).
Конец Второй мировой войны застал Крауса в своём доме на Мондзее в Зальцкаммергуте. В августе 1946 года его выслали из Австрии, и он поселился в Штутгарте. В мае 1948 года в ходе разбирательства по третьему гражданскому иску его отнесли к группе лиц, «запятнанных в незначительной степени», и приговорили к оплате судебных издержек в размере 5000 марок — помимо участия в фильме «Еврей Зюсс» его обвиняли в том, что в 1943 году в спектакле Бургтеатра «Венецианский купец» он изобразил Шейлока в качестве «антисемитской карикатуры».
Краус вернулся в Вену, получил австрийское гражданство и работал в Бургтеатре. 23 октября 1958 года во время спектакля «Король Лир» он упал на сцене в обморок; скончался после продолжительной болезни 20 октября 1959 года в Вене.

## Избранная фильмография
- 1917 — Прекрасная принцесса Китая / Die schöne Prinzessin von China — император
- 1919 — Мазепа, национальный герой Украины / Mazeppa, der Volksheld der Ukraine — Мазепа
- 1920 — Кабинет доктора Калигари / Das Cabinet des Dr. Caligari — Калигари
- 1921 — Братья Карамазовы / Die Brüder Karamasoff — Смердяков
- 1921 — Дантон — Робеспьер
- 1921 — Леди Гамильтон — лорд Уильям Гамильтон
- 1922 — Отелло — Яго
- 1922—1923 — Король Фридрих I / Fridericus Rex — I — граф Кауниц
- 1923 — Венецианский купец / Der Kaufmann von Venedig — Шейлок
- 1923 — Иисус Назаретянин, Царь Иудейский / I.N.R.I. — Понтий Пилат
- 1923 — Сокровище / Der Schatz — Светеленц
- 1925 — Тартюф / Herr Tartüff — Оргон
- 1926 — Пражский студент — Скапинелли
- 1929 — Наполеон на острове Св. Елены / Napoleon auf St. Helena — Наполеон
- 1935 — Hundert Tage — Наполеон
- 1939 — Роберт Кох, победитель смерти / Robert Koch, der Bekämpfer des Todes — Рудольф Вирхов
- 1940 — Еврей Зюсс / Jud Süß — раввин Лоев, секретарь Леви, Исаак Шехтер, Альт
- 1942 — Бобровая шуба / Der Biberpelz — Верган
- 1943 — Парацельс — Парацельс
- 1955 — Сын без родины / Sohn ohne Heimat — Вильгельм Хартман

## Образ в кино
- «Еврей Зюсс» (Германия, 2010), режиссёр Оскар Рёлер, в роли Крауса — Милан Пешель